# 性格検査
性格検査（せいかくけんさ、英: Personality test）とは、人間の性格構造を評価する方法である。性格評価の手法のほとんど（「性格テスト」という言葉でぞんざいに呼ばれているにもかかわらず）は、実際には内省的（すなわち主観的）な自己申告式の質問紙（LOTSデータのQデータとして）や、評価尺度などの生活記録（Lデータ）に基づくものである。レイモンド・キャッテルとその同僚フランク・ウォーバートンが、客観的な性格テストを構成するために使える2000以上の別々の客観的なテストのリストを作成したにもかかわらず、実際の性格のパフォーマンステストを作成しようとした試みは非常に限られている。しかし、例外的なものとして、10個の因子分析によって識別された性格特性次元を定量的に測定するために設計されたパフォーマンステストである客観的分析テスト・バッテリーがある。LデータやQデータの方法における主な問題は、項目透明性のために、評価尺度や自己申告式の質問紙は、十分な自己洞察力（または他者に対する偏った認識）の欠如からまっすぐな偽装（良く見せる/悪く見せる）まで、評価が行われる理由/動機に応じて動機付けや反応歪みに非常に影響されやすいということである。
最初の性格検査の手法は1920年代に開発され、特に軍隊での人事選抜のプロセスを容易にすることを目的としていた。これらの初期の試み以来、ミネソタ多面性格目録（MMPI）、16性格因子検査（16PF）、コムリー性格尺度（CPS）など、さまざまな性格尺度や質問紙が開発されてきた。人事コンサルタントの間では特に人気があるが、マイヤーズ・ブリッグス・タイプ指標（MBTI）は多くの心理測定上の欠陥がある。最近では、性格の五因子モデルに基づいた多くの性格測定法が作られてきた。例えば、改訂NEO性格目録（NEO-PI-R）などである。また、ビッグファイブはすべての研究者が合意したわけではないが、性格心理学において最も有力な記述モデルであり、基本的な枠組みとして性格心理学において定着している。しかし、ビッグファイブや関連する五因子モデルは、正常な性格領域だけで知られている特性の分散の3分の2以下しか説明できないとして批判されている。
米国の性格検査産業の価値は年間20億から40億ドルの範囲であると推定されている（2013年時点）。性格検査は個人や関係カウンセリング、臨床心理学、法心理学、学校心理学、キャリアカウンセリング、採用試験、労働安全衛生、顧客関係管理など、幅広い文脈で利用されている。
知能検査、発達検査などとともに心理検査の一種であり、その内容は質問紙法、投影法、作業検査法などに分類される。

## 概要
性格評価の手法にはさまざまな種類がある。自己申告式の目録は、多くの項目を用いて、回答者に自分の性格特性を内省的に評価させるものである。これは非常に主観的であり、項目透明性のために、このようなQデータの測定器は動機付けや反応歪みに非常に影響されやすい。回答者は、リッカート尺度（正確にはリカート型尺度）を用いて、各項目に対する自分の同意度合いを示さなければならない。例えば、性格の質問紙の項目では、「パーティーでたくさんの人と話す」という文に対して、1（「強く反対」）から5（「強く賛成」）までの尺度で自分がどの程度同意するかを評価するよう求められる。
歴史的には、最も広く使用されてきた多次元的な性格測定器は、ミネソタ多面性格目録（MMPI）である。これは、旧式の精神医学的分類を評価するために設計された精神病理学的測定器である。
自己申告式の目録以外にも、人間の性格を評価する方法には、観察法、他者評価法、投影法（例えば、TATやロールシャッハ・テストなど）、実際の客観的なパフォーマンステスト（Tデータ）などがある。

## 歴史

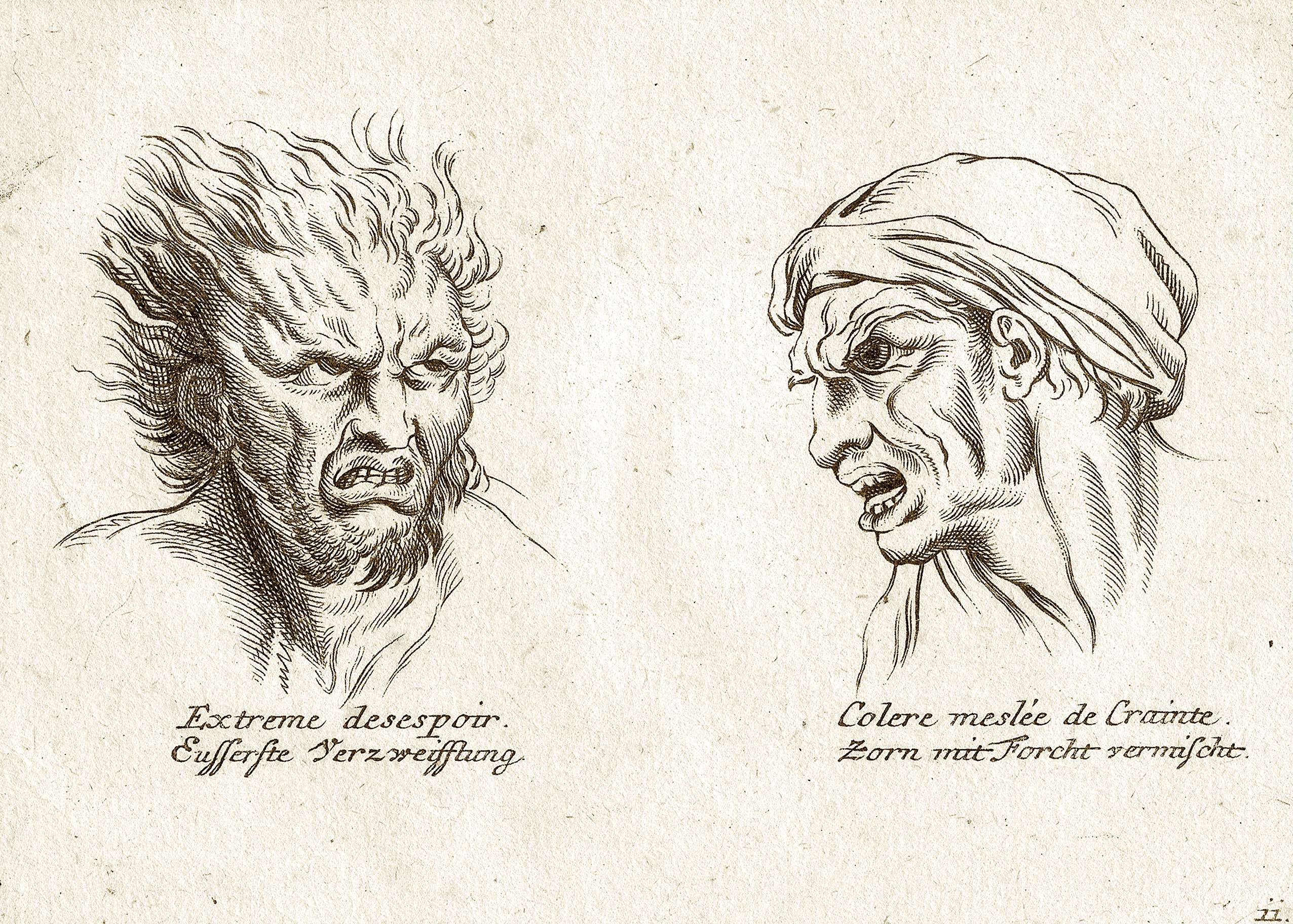
人相学について描かれた19世紀の本のイラスト

性格検査の起源は、18世紀と19世紀にさかのぼる。当時は、頭蓋骨のふくらみを測定する骨相学や、人の外見に基づいて性格を評価する相貌学によって性格が評価されていた。19世紀後半には、サー・フランシス・ゴルトンが別のアプローチで性格を評価した。語彙仮説に基づいて、ゴルトンは英語辞書にある性格を表す形容詞の数を推定した。ゴルトンのリストは、後にルイス・レオン・サーストンによって、当時の性格を表すのに一般的に使われていた60語に絞り込まれた。1300人の参加者からの回答を因子分析することで、サーストンはこの非常に制限された60語のプールを7つの共通因子に削減することができた。このようにして一般的な形容詞を因子分析する手順は、後にレイモンド・キャッテル（20世紀で最も引用された心理学者の中で7番目の人物）によって利用された。キャッテルは、その後、英語辞書から4000以上の情動用語のデータセットを利用して、16性格因子検査（16PF）を作成した。これは8つの第二層の性格特性も測定した。多くの内省的（すなわち、主観的）な自己申告式の測定器が作られてきたが、その中でも最も人気があったのは、改訂NEO性格目録（NEO-PI-R）である。しかし、ビッグファイブや関連する五因子モデルは、正常な性格領域だけで知られている特性の分散の3分の2以下しか説明できないとして批判されている。
米国の性格評価産業の価値は年間20億から40億ドルの範囲であると推定されている（2013年時点）。性格評価は個人や関係カウンセリング、臨床心理学、法心理学、学校心理学、キャリアカウンセリング、雇用テスト、職業安全衛生、顧客関係管理など、幅広い文脈で利用されている。
もう一つの初期の性格測定器は、ウッドワース個人データシートである。これは、第一次世界大戦で開発され、新たに徴兵された者の精神科的スクリーニングに使われた自己申告式の目録である。

## トピック

### 規範
性格テストのスコアの意味は、直接的な意味で解釈するのが難しい。このため、性格テストの作成者は、回答者のテストスコアを解釈するための比較的な基準を提供するために、基準を作成するために多大な努力をしている。これらの基準の一般的な形式には、percentileパーセンタイル、zスコア（標準得点）、ステンスコアなどの標準化されたスコアがある。

### 検査開発
性格テストの開発には、多くの研究と思考が費やされてきた。性格テストの開発は、反復的なプロセスによってテストが徐々に改良されていくものである。テストの開発は、理論的または統計的な根拠に基づいて進めることができる。一般的に使用される戦略は3つある。帰納的、演繹的、経験的である。現在作成されている尺度は、これら3つの方法の要素をすべて取り入れたものが多い。
演繹的な評価構成は、測定する領域や構成物を選択することから始まる。構成物は専門家によって徹底的に定義され、構成物の定義のすべての属性を完全に表現する項目が作成される。その後、尺度の内的妥当性が最も強くなるように、テスト項目を選択または除外する。演繹的な方法で作成された尺度は同じくらい妥当であり、帰納的や経験的な方法で作成された尺度に比べて、作成にかかる時間がかなり短い。このプロセスから生まれる明確で顔の見える質問は、評価を受ける人が理解しやすいものである。演繹的なプロセスを通して微妙な項目を作成することもできるが、これらの測定器は他の性格評価構成法ほど嘘を見抜くことができないことが多い。
帰納的な評価構成は、多様な項目の作成から始まる。帰納的な測定器に作成された項目は、特定の理論や構成物を表すことを意図していない。項目が作成されたら、大勢の参加者に対して実施する。これにより、研究者は質問間の自然な関係を分析し、質問がどのようにグループ化されるかに基づいて尺度の構成要素にラベルを付けることができる。測定器が評価する構成物を決定するためには、いくつかの統計的手法が使われることがある。探索的因子分析と確証的因子分析は、研究者が初期の項目に対する回答から尺度を作成することができる最も一般的なデータ削減手法である。
性格の五因子モデルは、この方法を用いて開発された。高度な統計的手法には、以前に特定されていなかったり予期されていなかったりする項目や構成物間の関係を発見する機会がある。また、テスト受験者が何が測定されているかを知らないようにする微妙な項目を作成したり、事前に開発された理論よりも構成物の実際の構造をよりよく表現する項目を作成したりすることもできる。批判としては、より広い人口に適用されない項目関係を見つけてしまう可能性や、混乱した項目関係のために各構成要素で何が測定されているかを特定することが困難であったり、もともと作成された質問では十分に対処できなかった構成物があったりすることが挙げられる。

経験的に導き出された性格評価は、統計的手法を必要とする。経験的な性格評価の中心的な目標の一つは、性格の二つの異なる次元を有効に区別できるテストを作成することである。経験的なテストを作成するには多くの時間がかかる。テストが測定しようとしているものを測定していることを確認するために、心理学者はまず、自己報告や観察者報告によってデータを収集する。できれば、多数の参加者からデータを収集する。

### 自己申告と観察者報告
性格テストは、評価対象者に直接行うことも、観察者に行うこともできる。自己申告では、個人は自分自身に関係する性格項目に回答する。自己申告は一般的に使用される。観察者報告では、人は他の人に関係する性格項目に回答する。最も正確な結果を得るためには、観察者は評価対象者を知っている必要がある。自己申告と観察者報告のスコアを組み合わせることで、誤差を減らし、評価対象者のより正確な描写を提供することができる。自己申告と観察者報告は似たような結果をもたらす傾向があり、その妥当性を支持している。

### 直接観察報告
直接観察法は、第二者が他の人を直接観察し、評価する方法である。第二者は、観察対象者が特定の状況でどのように振る舞うかを観察する（例えば、休み時間に校庭で子どもがどのように振る舞うかなど）。観察は、自然な（例えば、校庭）または人工的な（社会心理学の実験室）環境で行うことができる。この方法の目的は、観察対象者の本当の行動を直接観察することである。直接観察によって、成功する可能性が高い求職者（例えば、作業サンプル）や幼児期の母子愛着（例えば、メアリー・エインズワースの異常な状況）を特定することができる。直接観察法の制限の一つは、観察対象者が自分が観察されていることを知っているために、自分の行動を変えてしまう可能性があることである。2つ目の制限は、一部の行動特性（例えば、誠実さ）は他のもの（例えば、社交性）よりも観察することが難しいことである。3つ目の制限は、直接観察法は他の方法（例えば、自己申告）よりも費用や時間がかかることである。

### 職場における性格検査
性格テストは20世紀初頭にさかのぼるが、1988年に米国で雇用主がポリグラフを使用することが違法になるまでは、広く利用されるようになったのはその後である。これらの性格テストの背景にある考え方は、雇用主が離職率を低下させ、盗難、薬物乱用、情緒障害、職場内暴力に傾く人々による経済的損失を防ぐことができるというものである。応募者が性格テストの項目に偽りの回答をする可能性があり、個人が実際にはそうではないよりも雇用組織にとって魅力的に見えるようにする可能性がある。
性格テストは、管理コンサルティングサービスの一部としてよく利用されている。特定のテストを行うための認定を持つことは、コンサルタントが追加のサービスを提供し、自分の資格を示す方法となるからである。テストは、採用する候補者を絞り込んだり、昇進に適した従業員を選ぶために使われたりする。米国連邦政府は、民間部門以外で性格評価サービスの顧客として注目されている。約200の連邦機関（軍を含む）が性格評価サービスを利用している。
性格テストが求職者を評価する最も信頼性の低い指標の一つであるという証拠にもかかわらず、候補者を選別する方法として人気がある。

### 検査評価
性格テストを評価するには、いくつかの基準がある。テストが成功するためには、利用者は（a）テストの結果が再現可能であること、（b）テストがその作成者が測定しようとしているものを測定していることを確信する必要がある。基本的に、性格テストは信頼性と妥当性を示すことが期待される。信頼性とは、テストが短期間の間に2回行われた場合に、両方の実施でテストスコアが同様である程度を指す。テストの妥当性とは、テストが測定しようとしている構成物（例えば、神経症傾向）を測定しているという証拠を指す。

### 分析
回答者の回答は、分析を行うために使用される。データの分析は長いプロセスである。ここでは観察された得点に用いられる古典的テスト理論（CTT）と、項目応答理論（IRT）、「項目に対する人の応答に関するモデル群」の2つの主要な理論が使用されている。2つの理論は異なる「レベル」の反応に焦点を当てており、研究者は自分たちの結果を十分に理解するために両方を使用するように求められている。

### 無回答
まず、項目非回答に対処する必要がある。非回答は、n個の項目のいずれにも回答しなかった単位非回答や、個々の質問に対する項目非回答などがある。単位非回答は一般的に除外で対処される。項目非回答は代入法で対処されるべきである – 使用される方法は、テストや質問紙の項目によって異なることがある。

### 採点
項目の採点方法として一般的なのは、不正解の場合は「0」、正解の場合は「1」を割り当てるというものである。回答オプションが多いテスト（例えば、多肢選択式の項目）では、不正解の場合は「0」、部分的に正解の場合は「1」、正解の場合は「2」とする。性格テストは、次元的（ノルム的）または類型的（イプサティブ）なアプローチを用いて採点することもできる。次元的なアプローチでは、ビッグファイブなど、性格を個人が異なる連続した次元として記述する。項目スコアから、「観測された」スコアが計算される。これは一般に、重み付けされていない項目スコアを合計することで求められる。

## 批評と論争

### パーソナリティと社会的要因の比較
1960年代と1970年代には、性格という考え方自体を否定する心理学者もいた。彼らは、多くの行動が文脈に依存していると考えていた。この考え方は、性格が特定の文脈での行動を予測しないことが多いという事実によって支持されていた。しかし、より広範な研究によって、行動が文脈を越えて集約されると、性格が行動のかなり良い予測因子であることが示された。現在ではほとんどすべての心理学者が、社会的要因と個人差要因（すなわち、性格）の両方が行動に影響することを認めている。議論は現在、これらの要因の相対的な重要性や、これらの要因がどのように相互作用するかについてのものである。

### 回答者の偽り
性格の自己申告測定法の問題の一つは、回答者が自分の回答を歪めることができるということである。
いくつかのメタ分析によると、性格テストを雇用選考の一環として行うなど、高いステークスの状況下で行うと、人々は自分のスコアを大幅に変えることができることが示されている。
実験的な設定での研究でも、学生サンプルに性格テストで意図的に偽るように求めたところ、彼らは明らかにそれができることを示した。ホーガン、バレット、ホーガン（2007）は、ビッグファイブに基づいた性格テストを行った5,266人の応募者のデータを分析した。最初の応募では応募者は不採用となった。6か月後に応募者は再応募し、同じ性格テストを受けた。性格テストの回答は比較され、回答に有意な差はなかった。
したがって、実際には、ほとんどの人は大きく歪めていない。しかし、研究者はそのような可能性に備えておく必要がある。また、時々参加者は、自分が得た結果が好きだからという理由で、テストの結果が実際よりも妥当だと思ってしまうことがある。人々は、テストの結果が自分が持っていると言ってくれる肯定的な特徴が実際に自分の性格に存在すると信じたいのである。これは、このようなテストの妥当性に対する人々の感情を歪めた結果をもたらす。
回答者の偽りを減らすために、いくつかの戦略が採用されている。一つの戦略は、テストに偽りを検出する方法が存在し、検出されると回答者にとってマイナスの結果になるという警告をするというものである（例えば、仕事に応募できなくなるなど）。同じ社会的望ましさを持つ代替案の中から選択させる強制選択式の項目形式（イプサティブテスト）が採用されている。社会的望ましさや嘘の尺度もよく含まれており、特定の回答パターンを検出するが、これらは社会的望ましさの真の変動によって混同されることが多い。
最近では、項目応答理論のアプローチが偽りを示す項目反応プロファイルを特定するのにある程度の成功を収めている。他の研究者は、電子的に行われたテストでの回答時間を評価して偽りを判断しようとしている。実際には、人々は偽ることができるが、それほど大きなレベルでそうすることはほとんどない。成功裏に偽るということは、理想的な回答が何であるかを知っていることを意味する。自己主張力など簡単なものでも、自己主張力がなくて自己主張力があるように見せようとする人は、間違った項目を支持してしまうことがよくある。これは、自己主張力のない人は、自己主張力と攻撃性や怒りや反対行動などを混同してしまうからである。

### 心理学的研究
教育における性格と知能の重要性に関する研究では、自己評価ではなく他者が性格評価を行った場合、成績を予測する精度が約4倍になるという証拠が示されている。

### その他の用途
MBTI（マイヤーズ・ブリッグス・タイプ・インディケーター）という質問紙は、自己分析の一環として、または自分が社会で他者とどのように関わっているかを記述するための簡潔な方法として利用する人に人気のツールである。採用活動で広く採用されていることで知られているが、個人に人気なのは、記憶に残りやすい名前のあるポジティブな特徴や「タイプ」だけに焦点を当てていることである。質問紙の利用者の中には、自分の性格タイプをソーシャルメディアやデートプロフィールで明示する人もいる。出版社の厳格な著作権執行のため、多くの評価はフレームワークに基づいた変更されたテストを提供する無料のウェブサイトから来ている。
非科学的な性格タイプクイズも一般的な娯楽の一形態である。特にバズフィードは、ユーザーが作成したクイズを公開することで知られており、性格テスト風のテストは、自分が最も似ているポップカルチャーのキャラクターや有名人を決めることによく基づいている。

### 危険性
応募者に自分の考えや感情を回答を通して明らかにすることを強制し、それが雇用の条件となることには、プライバシーの問題が関係している。もう一つの危険は、性格テストの名目の下で特定のグループに対する違法な差別である。
性格テストの結果が適切な文脈の外で使用されるリスクに加えて、不適切に行われた場合には不正確な結果をもたらす可能性がある。特に、イプサティブ性格テストは、採用や選抜でよく誤用されている。それらは誤ってノルム的測定法であるかのように扱われている。

## 技術の進歩がもたらす現場への影響
新しい技術の発展により、データを収集し分析する可能な方法が増えており、性格を信頼性高く評価するために使用できるデータの種類も広がっている。ソーシャルメディアの存在するほぼ同じ期間に、求職者のソーシャルメディアの質的評価は存在していたが、多くの科学的研究では、ソーシャルメディアの利用パターンをさまざまな指標に量化し、性格を定量的に評価することに成功している。スマートフォンやスマートウォッチなどのスマートデバイスも、新しい方法で前例のない量のデータを収集するために使用されている。また、脳スキャン技術も劇的に改善されており、個人の性格を非常に正確に分析することができる技術が開発されている。
データ収集方法の進歩とともに、データ処理方法も急速に改善されている。ビッグデータや巨大なデータベースでのパターン認識（データマイニング）の進歩により、今まで以上に優れたデータ分析が可能になっている。また、これにより、以前は信頼性の高い解釈が困難だったり不可能だったりした大量のデータ（例えばインターネットからのもの）を分析することができるようになった。性格テストをゲーム化してテストを面白くしたり、性格評価データを歪める心理現象の影響を低減したりするなど、他にも現在取り組んでいる分野がある。
新しいデータ収集方法には、自分の公開されたデータを分析して性格評価を行うことや、同意が必要な場合など、新しい倫理的問題も伴う。

## 性格検査の例

### 質問紙法
質問項目に被検者が答え、回答結果を点数化する事によりパーソナリティを捉える検査法。検査の施行と結果の整理が簡単であるという利点があるが、被検者の意識的側面しか捉えられない、意図的な回答の欺瞞に弱いという短所がある。これに対して妥当性尺度によって受検態度を測定することで短所を補っている。
- 主要5因子性格検査（BigFive）
- HEXACOパーソナリティインベントリ-改訂版（HEXACO PI-R）は、HEXACOパーソナリティ構造モデルに基づいており、ビッグファイブモデルの5つの領域に加えて正直さ-謙虚さという領域からなる6つの領域で構成されている[60]。
- MMPI（ミネソタ多面人格目録）これは、1942年に臨床現場で精神病理学を評価するのに役立つように生み出された。これは、パーソナリティ精神病理学ファイブ（PSY-5）を評価するのにも使用できる[61]。PSY-5は、ファイブ・ファクター・モデル（FFM、またはビッグファイブ性格特性）と似ている。MMPI-2におけるこれら5つの尺度は、攻撃性、精神病質、拘束力の低さ、否定的情動性/神経症傾向、内向性/低ポジティブ情動性である。
- マイヤーズ・ブリッグス・タイプ指標（MBTI）は、人々が世界をどのように知覚し、意思決定を行うかという心理的嗜好を測定するために設計されたアンケートである。この16タイプ指標テストは、カール・ユングの心理学的タイプに基づいており、第二次世界大戦中にイザベル・マイヤーズ（英語版）とキャサリン・ブリッグス（英語版）によって開発された。16タイプ指標は、外向性-内向性、感覚-直感、思考-感情、判断-知覚の組み合わせである。MBTIは、4つの尺度上の2つの対立する行動分類を利用して、「パーソナリティタイプ」を導き出す。
- 最初の現代的な性格テストは、1919年に初めて使用されたウッドワース・パーソナル・データ・シート（英語版）である。これは、米国陸軍がシェルショックにかかりやすい新兵をふるいにかけるのに役立つように設計されたものである。
- OAD調査は、仕事に関連する7つの性格特性と職務行動を測定するために指定された形容詞の単語リストである。自己主張-従順、外向-内向、忍耐-せっかち、細部-広範、高い多様性-低い多様性、低い感情的知能-高い感情的知能、低い創造性-高い創造性である。1990年に初めて出版され、尺度の妥当性、信頼性、非偏見を保証するために定期的に基準が改訂されている。
- カーシーの気質ソーター（英語版）は、デイビッド・カーシー（英語版）によって開発されたもので、イザベル・マイヤーズの16種類のタイプとエルンスト・クレッチマーの4種類のタイプに影響を受けている。
- トゥルーカラーズ（英語版）テストは、1978年にドン・ローリーによって開発されたもので、デイビッド・キアジーの著書『私を理解してください』やマイヤーズ・ブリッグス・タイプ指標に基づいており、青、金、オレンジ、緑という色を使って4つの基本的な性格気質を理解するモデルを提供している[62]。
- 16PF質問紙（英語版）（16PF）は、1940年代と1950年代にレイモンド・キャッテルと彼の同僚たちが科学的な方法論を用いて人間の性格の基本的な特徴を発見しようと試みた際に開発されたものである。このテストは1949年に初めて出版され、現在は1994年に出版された第5版となっている。個人や夫婦のカウンセリング、キャリアカウンセリングや従業員の育成、教育現場や基礎研究などさまざまな場面で使用されている。
- EQSQテストはサイモン・バロン＝コーエン、サリー・ウィールライトによって開発されたもので、共感-システム化理論（英語版）に基づいて男性型と女性型の脳タイプを中心にしている。
- パーソナリティ・アンド・プリファレンス・インベントリ（英語版）（PAPI）は、1960年代初頭に米国マサチューセッツ州ボストン州立大学の産業心理学教授であったマックス・コスティック博士によって最初に設計されたものであり、個人の行動や好ましい仕事スタイルを評価するものである。
- ストレングス・デプロイメント・インベントリは、1971年にエリアス・ポーター（英語版）によって開発されたもので、彼の関係性認識理論に基づいている。ポーターは、性格テストの結果を伝えるためのショートカットとして色（赤、緑、青）を使った最初の心理測定学者として知られている[63]。
- ニューカッスル・パーソナリティ・アセッサー（英語版）（NPA）は、ダニエル・ネトルによって作成されたもので、外向性、神経症傾向、誠実性、協調性、開放性という5つの次元で性格を定量化するための短い質問紙である[64]。
- DISCアセスメント（英語版）は、ウィリアム・マールトン・マーストンの研究と後にジョン・グリアーによる研究に基づいており、支配性、影響力、安定性、良心性という4つの性格タイプを特定する。フォーチュン500社や営利・非営利団体などで幅広く使用されている。
- ウィンスロー・パーソナリティ・プロファイルは、10段階の尺度で24の特性を測定する。過去30年間にわたってNFL、NBA、NHLやメジャーリーグベースボールのドラフト候補者などで使用されており[65]、個人的な発展のためにオンラインで受けることができる[66]。
- DSM-5用パーソナリティインベントリ（PID-5）は、DSM-5に提案された性格特性モデルに関するDSM-5パーソナリティおよびパーソナリティ障害ワーキンググループによって2012年9月に開発され[67]たものである。PID-5には、クルーガー、デリンガー、マーコン、ワトソン、スコードルによって決定された25の不適応な性格特性が含まれている。
- プロセス・コミュニケーション・モデル（PCM）は、タイビ・カーラー（英語版）によってNASAの資金提供を受けて開発されたもので[68]、シャトル宇宙飛行士の選抜に役立てられた。現在は臨床的でない性格評価、コミュニケーション、管理方法論であり、企業管理、対人コミュニケーション、教育、コールセンターのインタラクション[69][70]のリアルタイム分析などに応用されている。
- バークマン・メソッド（TBM）は、1940年代後半にロジャー・W・バークマン（英語版）によって開発されたものである。この手法は、「職業的好み」（興味）を表す10の尺度、「効果的な行動」（通常の行動）を表す11の尺度、「対人的および環境的期待」（ニーズ）を表す11の尺度からなる。対応する11の尺度値が「効果的でない行動」（ストレス行動）を表すために導出された。TBMは経験的に作成された。心理学的モデルはクルト・レヴィンの研究と最も密接に関連している。職業プロファイリングは22の職種家族と200以上の関連する職種名からなり、O*Netに接続されている。
- 国際パーソナリティアイテムプール（英語版）（IPIP）は、2000以上のパーソナリティアイテムからなる公開ドメインのセットであり、ビッグファイブモデルを含む多くのパーソナリティ変数を測定するために使用できる[71]。
- ギルフォード・ジマーマン気質調査（英語版）は、正常な性格を表す10の要因を調べたものであり、長期的な研究やイタリア人パイロットの性格プロファイルを調べるために使用された[72][73][74]。
- その他の性格テストには、フォルテ・プロファイル（英語版）、ミロン臨床多軸検査（英語版）、アイゼンク性格検査、スウェーデン大学性格尺度（英語版）、エドウィン・E・ワグナー（英語版）のハンドテスト、エニアグラム、SAME性格検査（社会的行動思考感情性格検査）、YG性格検査（矢田部-ギルフォード性格検査）、MPI（モーズレイ性格検査）、エゴグラムといったものがある。

### 投影法
比較的あいまいな刺激を用いて、被験者に何らかの課題の達成を求める検査法。あいまいな刺激に対しては、被検者の無意識が投映されるという仮定に基づいている。被検者の無意識的側面が把握できる、回答を意図的に操作する事が難しいという利点がある一方、被検者への心理的負担が大きい、検査結果の整理が煩雑である、検査の信頼性、妥当性に難点があるなどの欠点もある。これに対してコンピュータプログラムによる簡便化、システム化を行うことで欠点を補っている。
- ソンディ・テスト：人物の顔写真が印刷された48枚のカードを一定の手続きで被験者に示し、好き・嫌いの基準でカードを選んでもらい、その結果から被験者の衝動のありようを分析・把握する。
- ロールシャッハ・テスト：1921年に左右対称のインクのシミから被験者が想像したものから人格を分析する。
- TAT（主題統覚検査）：主題が曖昧な絵から物語を作らせ、心理状態を判断する。1930年代に戦略情報局（O.S.S.）によって委託され、敵の情報機関によって裏切られやすい性格を特定するためのものであった。
- バウムテスト（ツリーテスト）：木を描かせ構図や木の様子（実や葉の有無、枝や根の形など）から心理を判断する。
- SCT（文章完成法テスト）：不完全な文章に自由に補わせて全文を作らせる。心の歪みを探る。
- P-Fスタディ（絵画欲求不満検査）：欲求不満が生まれる日常的な場面が描かれた絵に対する反応をみる。
- CPT（カラー・ピラミッド・テスト）：24種類のカラーチップを用いて、好き・嫌いの両基準でピラミッド版を作らせ、選択された色彩の頻数と構成の両次元から性格診断を行う。

### 作業検査法
被検者にある一定の作業を行わせ、その結果からパーソナリティを捉える検査法。攻略法が確立されており、書籍上、インターネット上にて公開されていることが欠点である。
- 内田クレペリン精神検査：一桁の足し算を一定時間、複数回行うもの。
- ブルドン抹消検査

### 5因子モデルの性格検査
ビッグファイブ性格特性の異なるタイプ：
- NEO PI-R、または改訂版NEOパーソナリティインベントリ（英語版）は、ファイブファクターモデル（FFM）の最も重要な測定法の一つである。この測定法はコスタとマクレーによって作成され、文の形をした240の項目からなる。コスタとマクレーは、5つの領域をそれぞれ6つの面に分け、合計30の面に分け、FFMの測定方法を変えた[76]。
- ファイブファクターモデル評価表（FFMRF）は、2001年にライナムとワイディガーによって開発されたもので、NEO PI-Rの短い代替として作られた。この表は、ビッグファイブ要因のそれぞれに6つの面を持ち、合計30の面からなる[77]。
- 10項目パーソナリティインベントリ（TIPI）と5項目パーソナリティインベントリ（FIPI）は、ビッグファイブ性格特性の非常に短い評価表である[78]。
- ファイブファクターパーソナリティインベントリ-子供用（FFPI-C）は、ファイブファクターモデル（FFM）に基づいて子供の性格特性を測定するために開発されたものである[79]。
- ビッグファイブインベントリ（BFI）は、ジョン、ドナヒュー、ケントルによって開発されたもので、形容詞からなる44項目の自己申告式質問紙であり、ファイブファクターモデル（FFM）の領域を評価する[80]。10項目ビッグファイブインベントリは、確立されたBFIの簡略化版である。時間制約の下でパーソナリティインベントリを提供するために開発された。BFI-10は、各項目を2つずつ使用してBFIの5つの次元を評価する[81]。
- 五因子モデル評価用半構造化面接（SIFFM）は、パーソナリティモデルやパーソナリティ障害を測定するための唯一の半構造化面接である。この面接は、NEO PI-Rで提示された5つの領域と30の面を評価するだけでなく、各面の正常と異常な極端さも評価する[82]。